# Modelo lógico

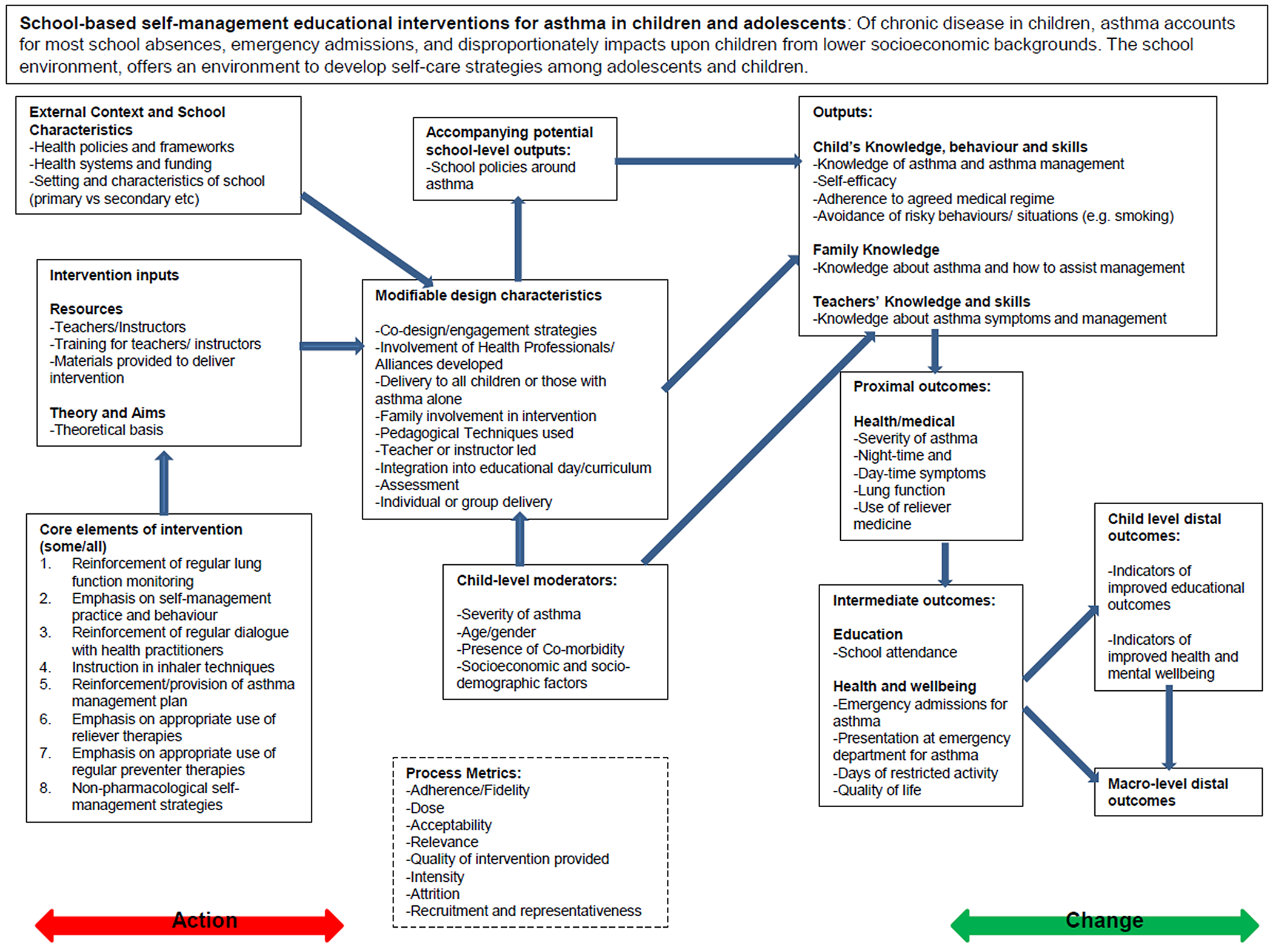
Ejemplo de un modelo lógico para intervenciones educativas de autogestión basadas en la problemática del asma en niños y adolescentes.

Los modelos  son descripciones hipotéticas de la cadena de causas y efectos (ver Causalidad) que conducen a un resultado de interés (por ejemplo, prevalencia de enfermedades cardiovasculares, colisión anual de tráfico, etc.). Si bien pueden estar en forma narrativa, el modelo lógico generalmente toma forma en una representación gráfica de las relaciones "si-entonces" (causales) entre los diversos elementos que conducen al resultado. Sin embargo, el modelo lógico es más que la representación gráfica: también son las teorías, evidencias científicas, suposiciones y creencias que lo respaldan y los diversos procesos detrás de él.

## Características
Las bases del modelo lógico se elaboran en la década de 1950 y sus primeras formulaciones se remontan al libro de Edward A. Suchman de 1967 sobre la investigación evaluativa.
Los planificadores, financiadores, gerentes y evaluadores de programas e intervenciones utilizan modelos lógicos para planificarlos, comunicarlos, implementarlos y evaluarlos. También están siendo empleados por la comunidad científica de salud para organizar y realizar revisiones de literatura, como revisiones sistemáticas. Los dominios de aplicación son diversos, por ejemplo, gestión de residuos, inspección de aves de corral, educación comercial, enfermedades del corazón y prevención de accidentes. Dado que se utilizan en diversos contextos y para diferentes propósitos, sus componentes y niveles de complejidad típicos varían en la literatura (compárese, por ejemplo, la presentación del modelo lógico de la Fundación WK Kellogg, principalmente dirigida a la evaluación, y los numerosos tipos de modelos lógicos en el marco de Mapeo de intervención). Además, dependiendo del propósito del modelo lógico, los elementos representados y las relaciones entre ellos son más o menos detallados. 

## Usos del modelo lógico

### Planificación de programas
Uno de los usos más importantes del modelo lógico es la planificación de programas. Se sugiere utilizar el modelo lógico para centrarse en los resultados previstos de un programa en particular. Las preguntas orientadoras cambian de "¿qué se está haciendo?" a "¿qué hay que hacer"? McCawley sugiere que al usar este nuevo razonamiento, se puede construir un modelo lógico para un programa haciendo las siguientes preguntas en secuencia: 
1. ¿Cuál es la situación actual que pretendemos impactar?
2. ¿Cómo será cuando logremos la situación o el resultado deseado?
3. ¿Qué comportamientos deben cambiar para lograr ese resultado?
4. ¿Qué conocimiento o habilidades necesitan las personas antes de que el comportamiento cambie?
5. ¿Qué actividades se deben realizar para provocar el aprendizaje necesario?
6. ¿Qué recursos se necesitarán para lograr el resultado deseado?[15]

Al centrarse en los resultados finales, los planificadores pueden pensar hacia atrás a través del modelo lógico para identificar la mejor manera de lograr los resultados deseados. Aquí ayuda a los gerentes a "planificar con el fin en mente", en lugar de solo considerar los aportes (por ejemplo, presupuestos, empleados) o las tareas que deben realizarse. 

### Evaluación
El modelo lógico se usa a menudo en organizaciones gubernamentales o sin fines de lucro, donde la misión y la visión no tienen como objetivo lograr un beneficio financiero. Tradicionalmente, los programas gubernamentales se describían solo en términos de sus presupuestos. Es fácil medir la cantidad de dinero gastado en un programa, pero este es un indicador deficiente de los resultados. Del mismo modo, es relativamente fácil medir la cantidad de trabajo realizado (por ejemplo, la cantidad de trabajadores o la cantidad de años dedicados), pero los trabajadores pueden no haber llegado muy lejos en términos de resultados o alcances finales. 
Sin embargo, la naturaleza de los resultados varía. Para medir el progreso hacia los resultados, algunas iniciativas pueden requerir un instrumento de medición ad hoc. Además, en programas tales como educación o programas sociales, los resultados suelen ser a largo plazo y pueden requerir numerosos cambios intermedios (actitudes, normas sociales, prácticas industriales, etc.) para avanzar progresivamente hacia los resultados. 
Al dejar en claro los resultados previstos y las vías causales que conducen a ellos, un modelo de lógica de programa proporciona la base sobre la cual los planificadores y evaluadores pueden desarrollar un plan de medición e instrumentos adecuados. En lugar de solo observar el progreso del resultado, los planificadores pueden abrir el "recuadro negro" y examinar si los resultados intermedios progresan según lo previsto. Además, las vías de numerosos resultados todavía se malinterpretan en gran medida debido a su complejidad, su imprevisibilidad y la falta de evidencias científicas / prácticas. Por lo tanto, con un diseño de investigación adecuado, uno no solo puede evaluar el progreso de los resultados intermedios, sino también evaluar si la teoría del cambio del programa es precisa, es decir, si el cambio exitoso de un resultado intermedio provoca los hipotéticos efectos posteriores en la vía causal. Finalmente, los resultados pueden lograrse fácilmente a través de procesos independientes del programa y una evaluación de esos resultados sugeriría el éxito del programa cuando, de hecho, los productos externos fueron responsables de los resultados.

## Tipos de modelos

### Entradas -> actividades -> salidas -> resultados
Muchos autores y guías usan la siguiente plantilla cuando hablan sobre el modelo lógico:
| Entradas                              | Ocupaciones                                                       | Salidas                                                                               | Resultados / impactos |
| ------------------------------------- | ----------------------------------------------------------------- | ------------------------------------------------------------------------------------- | --- |
| qué recursos van a un programa        | qué actividades realiza el programa                               | lo que se produce a través de esas actividades                                        | los cambios o beneficios que resultan del programa                                                                             |
| por ejemplo, dinero, personal, equipo | por ejemplo, desarrollo de materiales, programas de capacitación. | por ejemplo, número de folletos producidos, talleres realizados, personas capacitadas | por ejemplo, aumento de habilidades / conocimiento / confianza, lo que lleva a largo plazo a la promoción, nuevo trabajo, etc. |

A esta plantilla básica pueden agregarse otros elementos. Algunos modelos lógicos establecen una serie de resultados/ impactos, explicando con más detalle la lógica de cómo una intervención contribuye a los resultados previstos u observados. Otros a menudo distinguen los resultados a corto, mediano y largo plazo, y entre resultados directos e indirectos.  

## Ventajas
Al describir el trabajo de esta manera, los gerentes tienen una manera más fácil de definir el trabajo y medirlo. Las medidas de rendimiento se pueden extraer de cualquiera de los pasos. Una de las ideas clave del modelo lógico es la importancia de medir los resultados o resultados finales, ya que es muy posible perder tiempo y dinero (insumos), "hacer girar las ruedas" en actividades de trabajo o producir resultados sin lograr los alcances deseados. Los impactos y resultados a largo plazo son los que justifican la planificación en última instancia. Para las organizaciones comerciales, los resultados se relacionan con las ganancias . Para organizaciones sin fines de lucro o gubernamentales, los resultados se relacionan con el logro exitoso de la misión o los objetivos del programa. 

## Desventajas
Existen algunas desventajas potenciales de los modelos lógicos debido a las tendencias hacia la simplificación excesiva. Estos incluyen: 
1. La lógica del programa no garantiza la lógica real de cómo puede funcionar el programa. El mundo es complejo, y algunas situaciones no se pueden determinar antes de su implementación, por lo que algunos programas pueden incluso progresar en contra de la "lógica" del modelo.
2. Es una representación parcial de un sistema complejo.
3. Es una representación de la realidad, no la realidad misma. Los programas no son lineales.
4. Normalmente, no incluye efectos además de los inicialmente esperados.
5. No establecen necesariamente la causalidad. Muchos factores ejercen influencia sobre los efectos.